# Partido judicial de Carrión de los Condes
El Partido judicial de Carrión de los Condes es el partido judicial n.º 2 de la provincia de Palencia y uno de los tres partidos judiciales que integran la provincia de Palencia (España), además del de Cervera de Pisuerga y el de Palencia. Tiene su sede en Carrión de los Condes, y es una unidad administrativa territorial de la administración de justicia compuesta por 65 municipios y con capital en la localidad de Carrión de los Condes (Palencia), de la que toma su nombre. Cuenta con un Juzgado de Primera Instancia e Instrucción.

## Sede
El Juzgado de Primera Instancia e Instrucción del partido está situado en la avenida de Manuela Rizo San Millán en un edificio moderno inaugurado en los primeros años del siglo XXI. Anteriormente tenía su sede en un lateral del edificio del Ayuntamiento de Carrión de los Condes, en la principal plaza de la localidad.

## Municipios
El partido judicial cubre el territorio de 65 municipios de la provincia de Palencia. 
La Ley 38/1988, de 28 de diciembre, de Demarcación y de Planta Judicial provocó una reestructuración del partido, ampliándose, además, con algunos municipios del antiguo partido judicial de Saldaña. En estos municipios existe un juzgado de paz, a excepción de Carrión de los Condes.

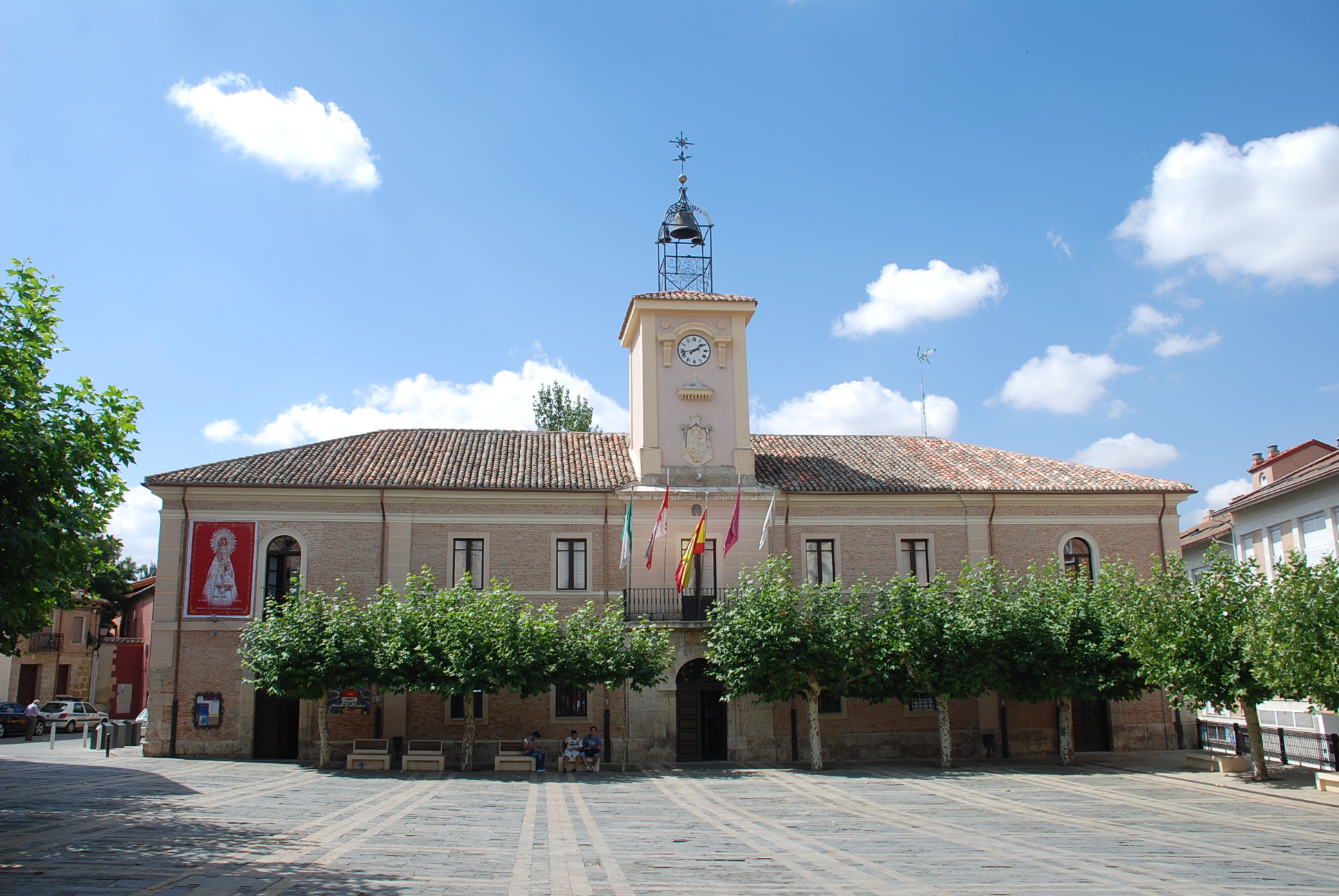
Ayuntamiento de Carrión de los Condes

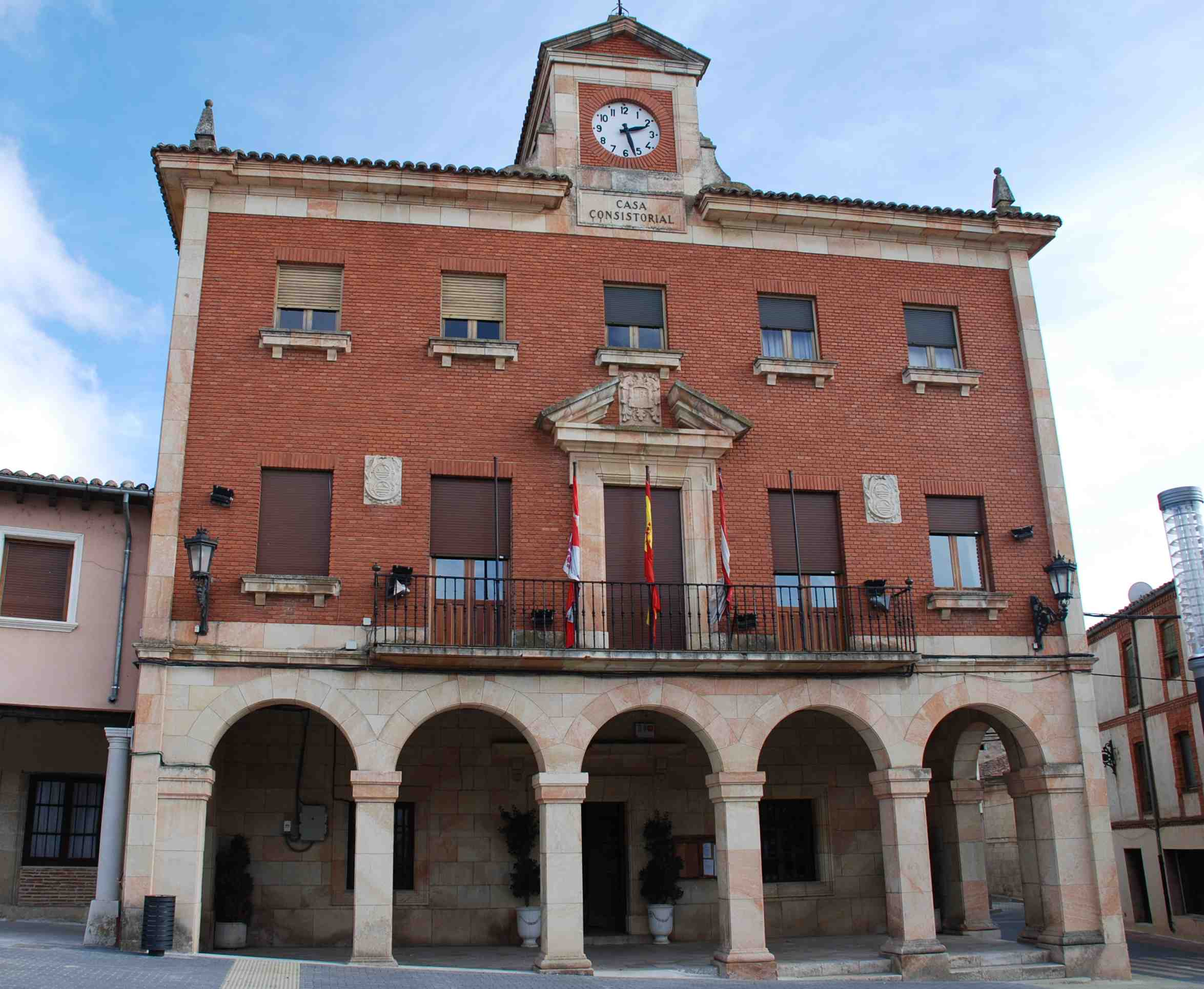
Ayuntamiento de Herrera de Pisuerga

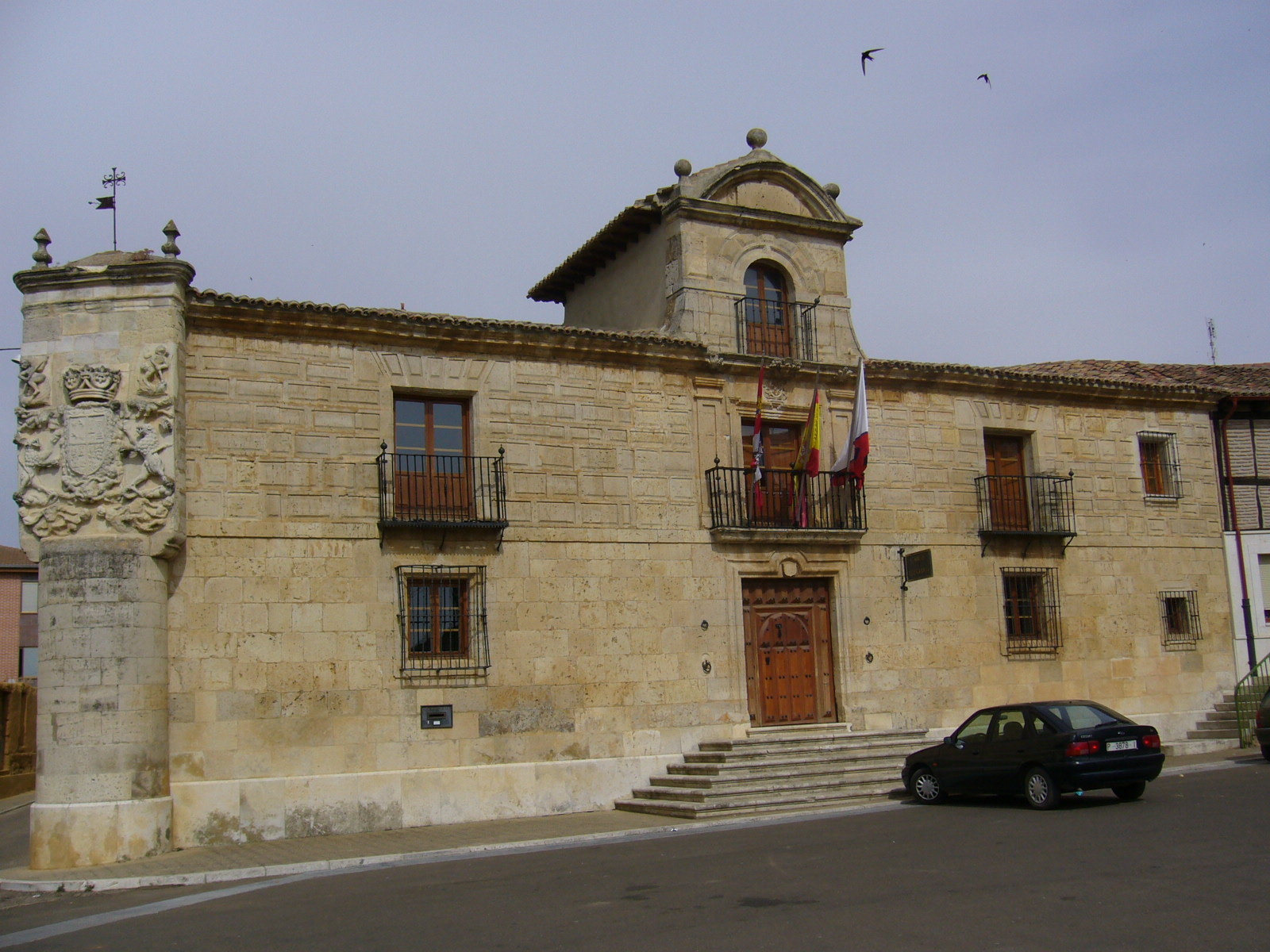
Ayuntamiento de Osorno la Mayor

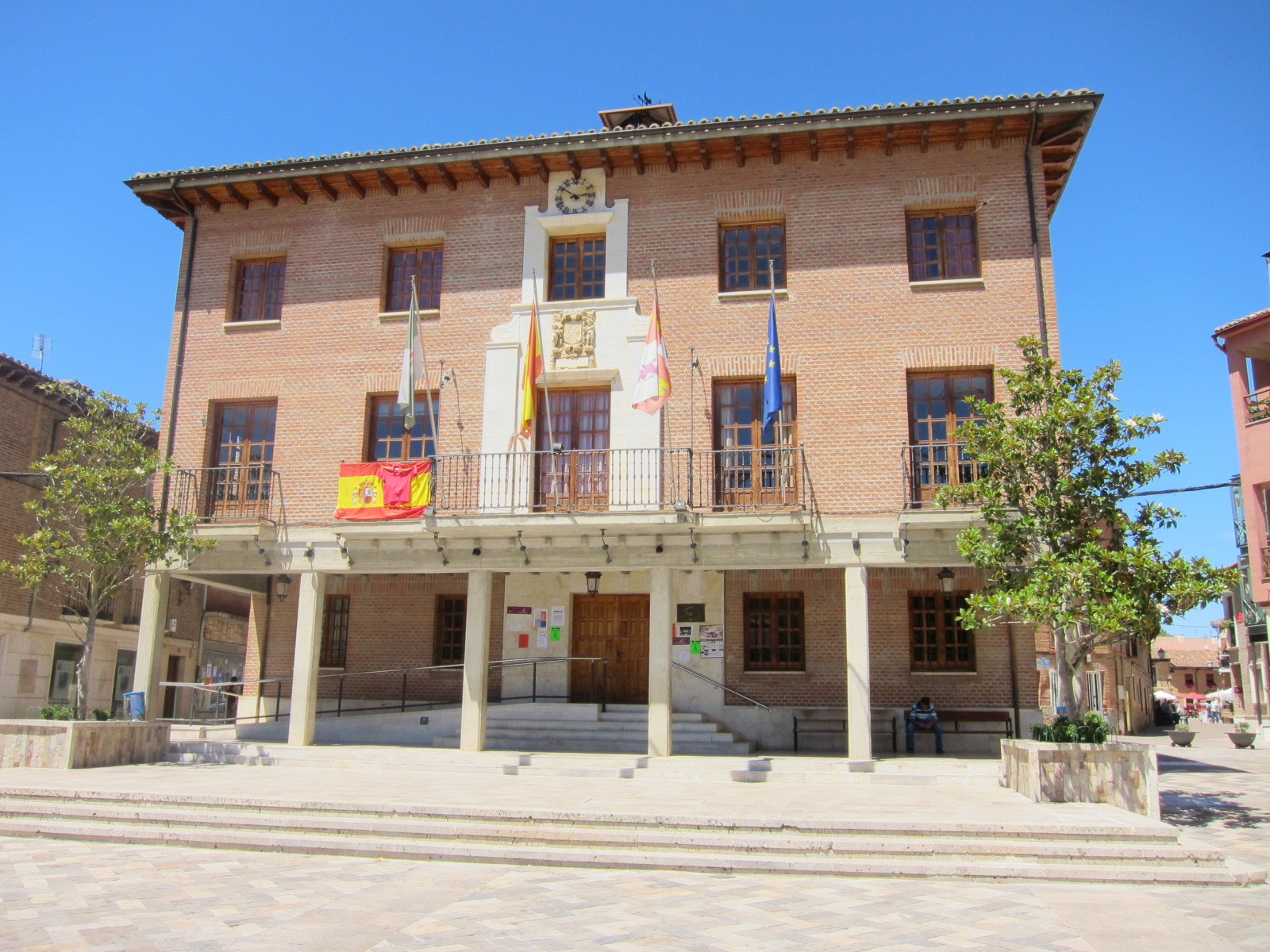
Ayuntamiento de Saldaña

Lista de municipios
- Abia de las Torres

- Arconada

- Ayuela

- Bárcena de Campos

- Báscones de Ojeda

- Buenavista de Valdavia

- Bustillo de la Vega

- Bustillo del Páramo de Carrión

- Calahorra de Boedo

- Calzada de los Molinos

- Carrión de los Condes

- Castrillo de Villavega

- Cervatos de la Cueza

- Collazos de Boedo

- Congosto de Valdavia

- Espinosa de Villagonzalo

- Herrera de Pisuerga

- Lagartos

- Ledigos

- Loma de Ucieza

- Lomas

- Moratinos

- Nogal de las Huertas

- Olea de Boedo

- Osornillo

- Osorno la Mayor

- Páramo de Boedo

- Pedrosa de la Vega

- Pino del Río

- Población de Arroyo

- Poza de la Vega

- La Puebla de Valdavia

- Quintanilla de Onsoña

- Renedo de la Vega

- Revenga de Campos

- Revilla de Collazos

- Riberos de la Cueza

- Saldaña

- San Cristóbal de Boedo

- San Mamés de Campos

- Santa Cruz de Boedo

- Santervás de la Vega

- La Serna

- Sotobañado y Priorato

- Tabanera de Valdavia

- Valde-Ucieza

- Valderrábano

- Villabasta de Valdavia

- Villaeles de Valdavia

- Villaherreros

- Villalcázar de Sirga

- Villaluenga de la Vega

- Villameriel

- Villamoronta

- Villamuera de la Cueza

- Villanuño de Valdavia

- Villaprovedo

- Villarmentero de Campos

- Villarrabé

- Villasarracino

- Villasila de Valdavia

- Villaturde

- Villoldo

- Villota del Páramo

- Villovieco

## Población
En el partido judicial hay censados 17.883 habitantes. Los municipios más poblados son Saldaña, que cuenta con 3.131 personas; Carrión de los Condes, con 2.177; Herrera de Pisuerga, con 2.132 y Osorno la Mayor, con 1.298.

## Elecciones Locales
Para la elección de diputados provinciales para la Diputación Provincial de Palencia en las elecciones locales se divide la provincia en partidos judiciales, si bien es cierto que no son exactamente los mismos que los que actualmente utiliza justicia. En este caso se divide la provincia en siete partidos judiciales, Astudillo, Baltanás, Carrión de los Condes, Cervera de Pisuerga, Frechilla, Palencia y Saldaña, y se incluye a los municipios que se indican en el Real Decreto 529/1983, de 9 de marzo, por el que se determinan los Partidos Judiciales de cada provincia, a considerar a efectos de las elecciones de Diputados provinciales.
El partido judicial en las últimas elecciones locales tenía asignado un diputado, que se elige de manera indirecta por los censados en los siguientes municipios:
Abia de las Torres, Arconada, Bustillo del Páramo de Carrión, Calzada de los Molinos, Carrión de los Condes, Cervatos de la Cueza, Frómista, Ledigos, Loma de Ucieza, Lomas, Marcilla de Campos, Nogal de las Huertas, Osornillo, Osorno La Mayor, Población de Arroyo, Población de Campos, Requena de Campos, Revenga de Campos, Riberos de la Cueza, San Cebrián de Campos, San Mamés de Campos, Valde-Ucieza, Villaherreros, Villalcázar de Sirga, Villamuera de la Cueza, Villarmentero de Campos, Villasarracino, Villaturde, Villoldo y Villovieco.
El diputado provincial de la zona de Carrión de los Condes es en 2016 Javier Villafruela (Partido Popular), concejal de Carrión de los Condes.